# Rhodostrophia furialis
Rhodostrophia furialis là một loài bướm đêm trong họ Geometridae.